# Beschorneria dubia
Beschorneria dubia là một loài thực vật có hoa trong họ Măng tây. Loài này được Carrière mô tả khoa học đầu tiên năm 1877.